# (8493) Yachibozu
(8493) Yachibozu – planetoida z grupy pasa głównego asteroid okrążająca Słońce w ciągu 3 lat i 329 dni w średniej odległości 2,48 au. Została odkryta 30 stycznia 1990 roku w Kushiro przez Masanoriego Matsuyamę i Kazurō Watanabe. Nazwa planetoidy pochodzi od yachibozu, trawy często spotykanej na mokradłach w pobliżu Kushiro na wyspie Hokkaido. Nazwa została wybrana spośród nazw zaproponowanych przez dzieci uczestniczące w Fureai Space Festival odbywającym się w Kushiro z okazji Japanese Space Day 2007. Przed nadaniem nazwy planetoida nosiła oznaczenie tymczasowe (8493) 1990 BY1.